# Ranrupt
Ranrupt (en alemany Roggensbach) és un municipi francès, situat a la regió del Gran Est, al departament del Baix Rin. L'any 2005 tenia 298 habitants.
Forma part del cantó de Mutzig, del districte de Molsheim i de la Comunitat de comunes de la Vall de la Bruche.

## Demografia
| 1962 | 1968 | 1975 | 1982 | 1990 | 1999 |
| ---- | ---- | ---- | ---- | ---- | ---- |
| 321  | 360  | 309  | 277  | 297  | 293  |

## Administració
| Període | Identitat        | Partit |
| ------- | ---------------- | ------ |
| 2001-   | Evelyne Hazemann |        |